# 27439 Kamimura
27439 Kamimura è un asteroide della fascia principale. Scoperto nel 2000, presenta un'orbita caratterizzata da un semiasse maggiore pari a 2,5180333 au e da un'eccentricità di 0,0818462, inclinata di 3,60307° rispetto all'eclittica.
L'asteroide è dedicato allo studente statunitense Jordan Roy Kamimura.